# Sol-fa
Sol-fa (jap. ソルファ Sorufa) − drugi album japońskiej grupy muzycznej Asian Kung-Fu Generation, wydany 20 października 2004. Pochodzą z niego single "Siren", "Loop & Loop", "Rewrite" oraz "Kimi no Machi Made".

## Lista utworów
1. "Shindōkaku" (jap. 振動覚) – 2:27
2. "Rewrite" (jap. リライト Riraito) – 3:47
3. "Kimi no Machi Made" (jap. 君の街まで) – 3:36
4. "My World" (jap. マイ・ワールド Mai wārudo) – 4:03
5. "Yoru no mukō" (jap. 夜の向こう) – 3:12
6. "Last Scene" (jap. ラストシーン Rasutoshīn) – 4:01
7. "Siren" (jap. サイレン Sairen) – 5:28
8. "Re:Re:" – 3:48
9. "24ji" (jap. 24時 Nijūyoji) – 3:31
10. "Mayonaka to Mahiru no Yume" (jap. 真夜中と真昼の夢) – 4:21
11. "Kaigan dōri" (jap. 海岸通り) – 4:40
12. "Loop & Loop" (jap. ループ&ループ Rūpu & rūpu) – 3:45